# 江本千之
江本千之（えもと ちゆき、1973年 - ）は、日本の経営者。株式会社リッチェル代表取締役社長。

## 人物・経歴
1973年富山県富山市生まれ。1995年3月千葉商科大学商経学部卒業。同年株式会社リッチェル入社。
第二営業部、執行役員営業本部国内営業本部ベビー用品部長、取締役国内営業本部長を経て、2022年4月取締役利其尓（上海）商貿有限公司董事長兼総経理就任、2023年6月29日同社代表取締役就任。